# Hydropus
Hydropus es un género de hongos en la familia Marasmiaceae. Este género con distribución amplia contiene 100 especies, especialmente en regiones tropicales, pero no es muy común en regiones templadas. Unos 15 taxones son nativos de Europa; H. floccipus posee la distribución más amplia en el oeste de Europa. Hydropus fue circunscrito por Rolf Singer en 1948. Las especies del género poseen cuerpos fructiferos con sombreros poseen forma micenoide, colibioide, o omfaloide. Muchas especies se desarrollan en regiones tropicales y subtropicales, donde crecen como saprofitos sobre madera en descomposición, residuos forestales, y musgos. Generalmente la mayoría de las especies de Hydropus son raras, y varias solo son conocidas por la recolección de la especie tipo, incluidos H. conicus, H. moserianus, H. nitens, y H. paradoxus.

## Especies
- Hydropus anthidepas
- Hydropus atramentosus
- Hydropus aurarius[5]
- Hydropus conicus
- Hydropus erinensis
- Hydropus floccipes
- Hydropus funebris
- Hydropus griseolazulinus[6]
- Hydropus kauffmanii[2]
- Hydropus liciosae
- Hydropus marginellus
- Hydropus moserianus
- Hydropus nitens
- Hydropus nitrata
- Hydropus paradoxus
- Hydropus praedecurrens
- Hydropus scabripes
- Hydropus serifluus
- Hydropus sphaerosporus
- Hydropus subalpinus
- Hydropus taxodii
- Hydropus trichoderma